# I banditi del West
I banditi del West (The Good Bad Man) è un film muto del 1916 diretto da Allan Dwan. Ha come interpreti principali Douglas Fairbanks (anche sceneggiatore e produttore) e Bessie Love.

## Trama
Passin' Through è un bandito alla Robin Hodd, ruba ai ricchi per dare ai poveri. In questo caso, ai figli illegittimi, perché lui è convinto di essere nato al di fuori del matrimonio. Scopre però che sua madre era stata sposata e che il marito era stato ucciso da Bud Frazer, un vecchio corteggiatore respinto, che si era voluto vendicare e che poi aveva perseguitato la donna finché anche lei non era morta. Passin' Through decide di trovare Frazer non solo per vendicare la morte dei genitori, ma anche per salvare Amy, la sua ragazza, che il malvivente ha rapito. Le cose sembrano però volgere al peggio, perché Passin' Through si trova a dover combattere da solo contro tutta la banda di Frazer. Quando arrivano i soccorsi, la situazione si capovolge e lui fa fuori il bandito insieme ai suoi scagnozzi. Riunito alla bella Amy, Passin' Through cavalca con lei verso un futuro migliore.

## Produzione
Il film fu prodotto dalla Fine Arts Film Company.

## Distribuzione
Distribuito dalla Triangle Distributing, il film uscì nelle sale cinematografiche statunitensi il 21 aprile 1916, dopo una prima tenuta il 13 aprile. In Italia, dove venne ribattezzato con il titolo I banditi del West, il film arrivò nel 1923, distribuito dalla Triangle D.C. con il visto di censura nº 18805.
Nel 1923, ne fu fatta una riedizione distribuita sul mercato americano il 19 ottobre sotto copyright della Tri-Stone Pictures, che presentava il film in una versione leggermente modificata rispetto a quella originale del 1916.
Copie della pellicola vengono conservate nella collezione del Cohen Media Group (Raymond Rohauer collection) e negli archivi della Cinémathèque française.
Il film è stato presentato il 31 maggio 2014 al San Francisco Silent Film Festival e, il 10 ottobre dello stesso anno, alle Giornate del cinema muto di Pordenone. Il 30 gennaio 2015, è stato proiettato in Francia, nell'ambito del festival Toute la Mémoire du Monde.